# Karl Heinisch
Karl Adam Heinisch (ur. 23 marca 1847 w Neustadt, zm. 29 grudnia 1923 w Monachium) – niemiecki malarz.
Karl Heinisch urodził się w Neustadt na Górnym Śląsku (obecnie Prudnik). 4 maja 1870 zaczął uczęszczać do Akademii Sztuk Pięknych w Monachium. Od 1879 do 1913 jego prace prawie co roku pojawiały się na dorocznych wystawach w Monachium.

## Galeria obrazów

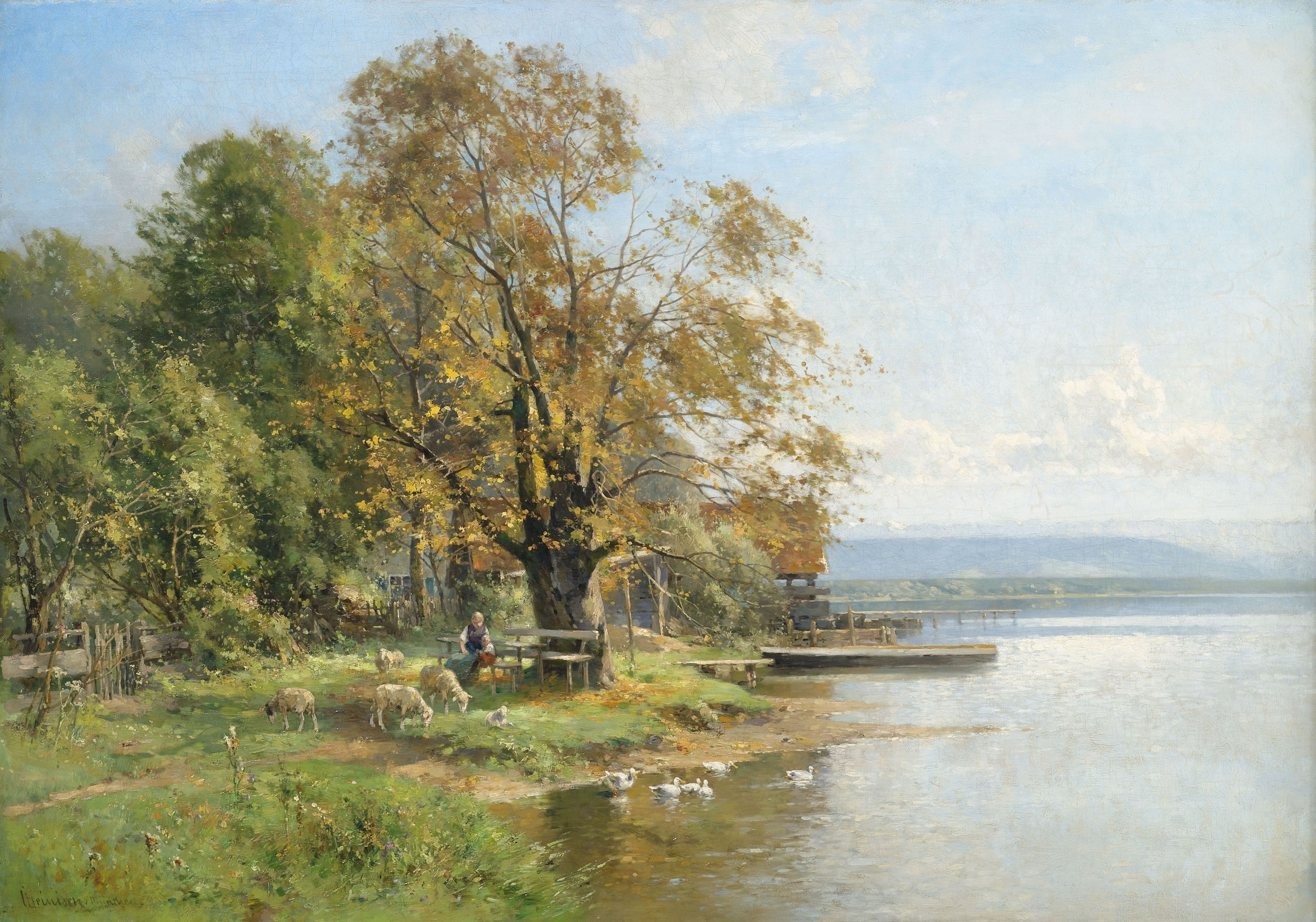
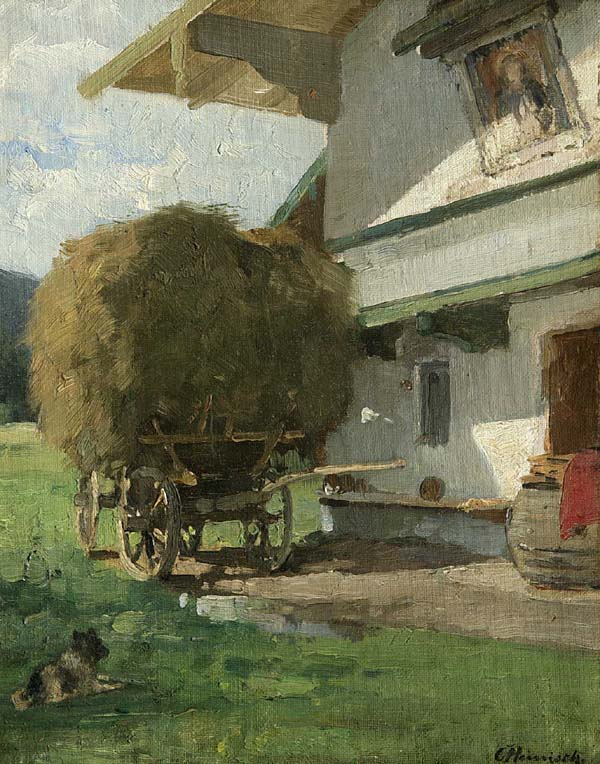
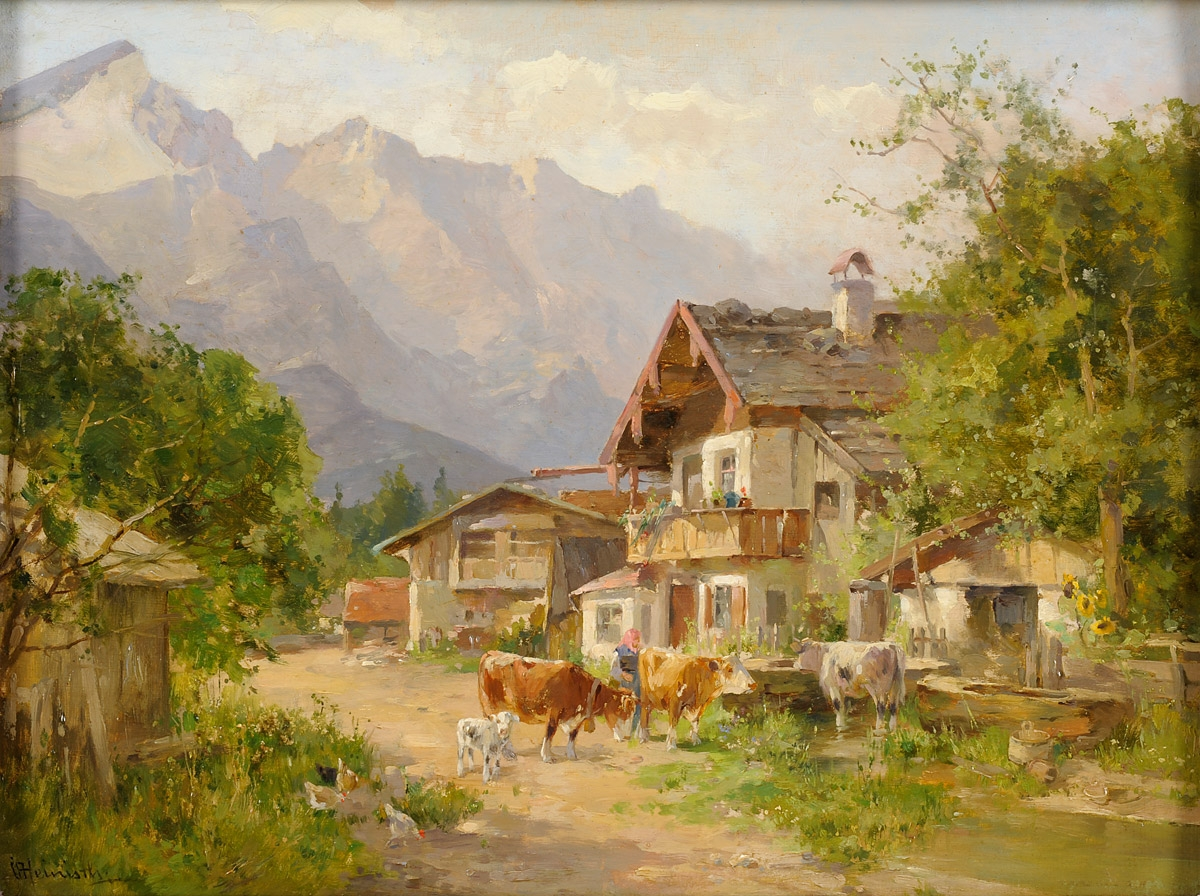
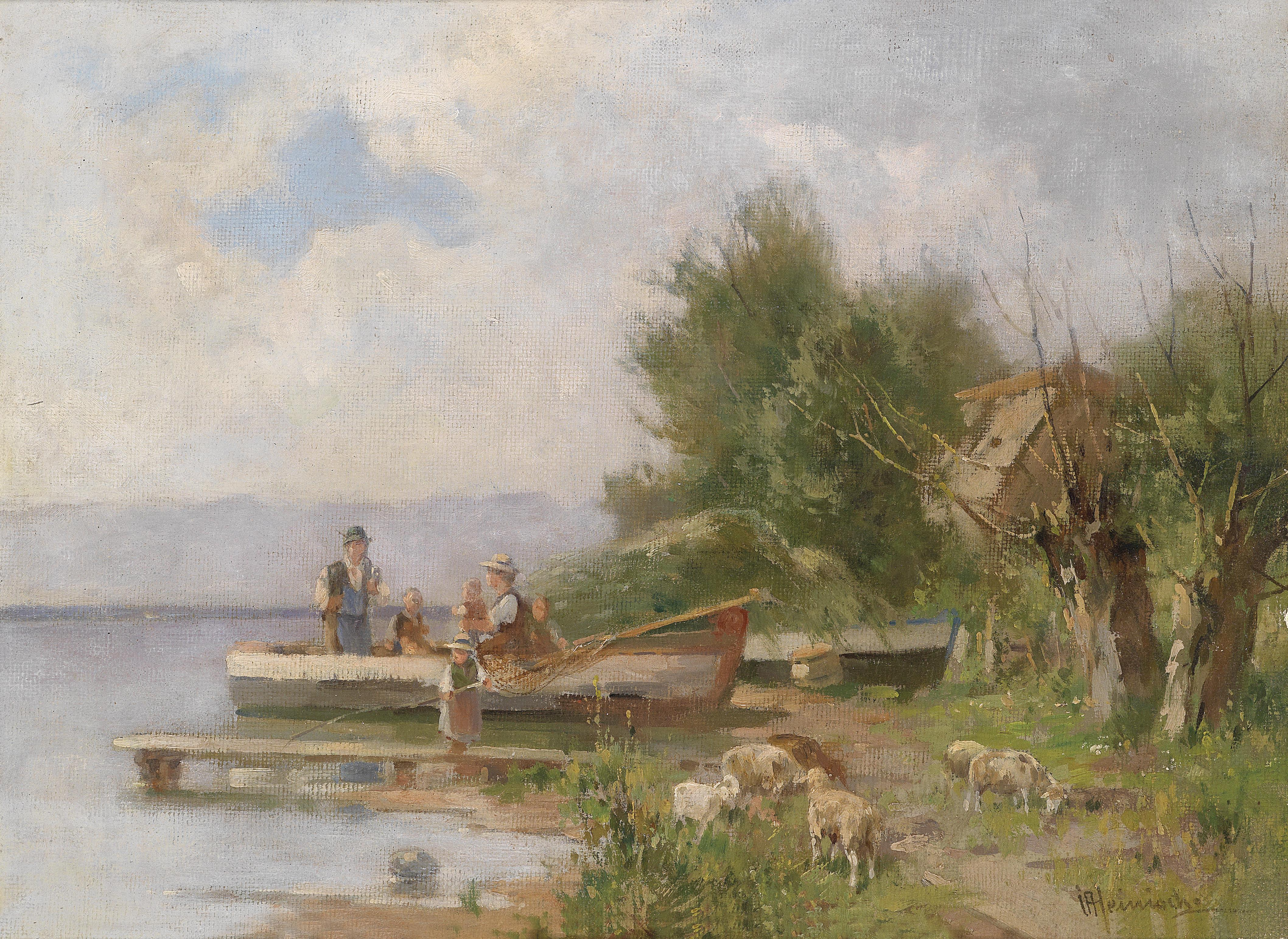
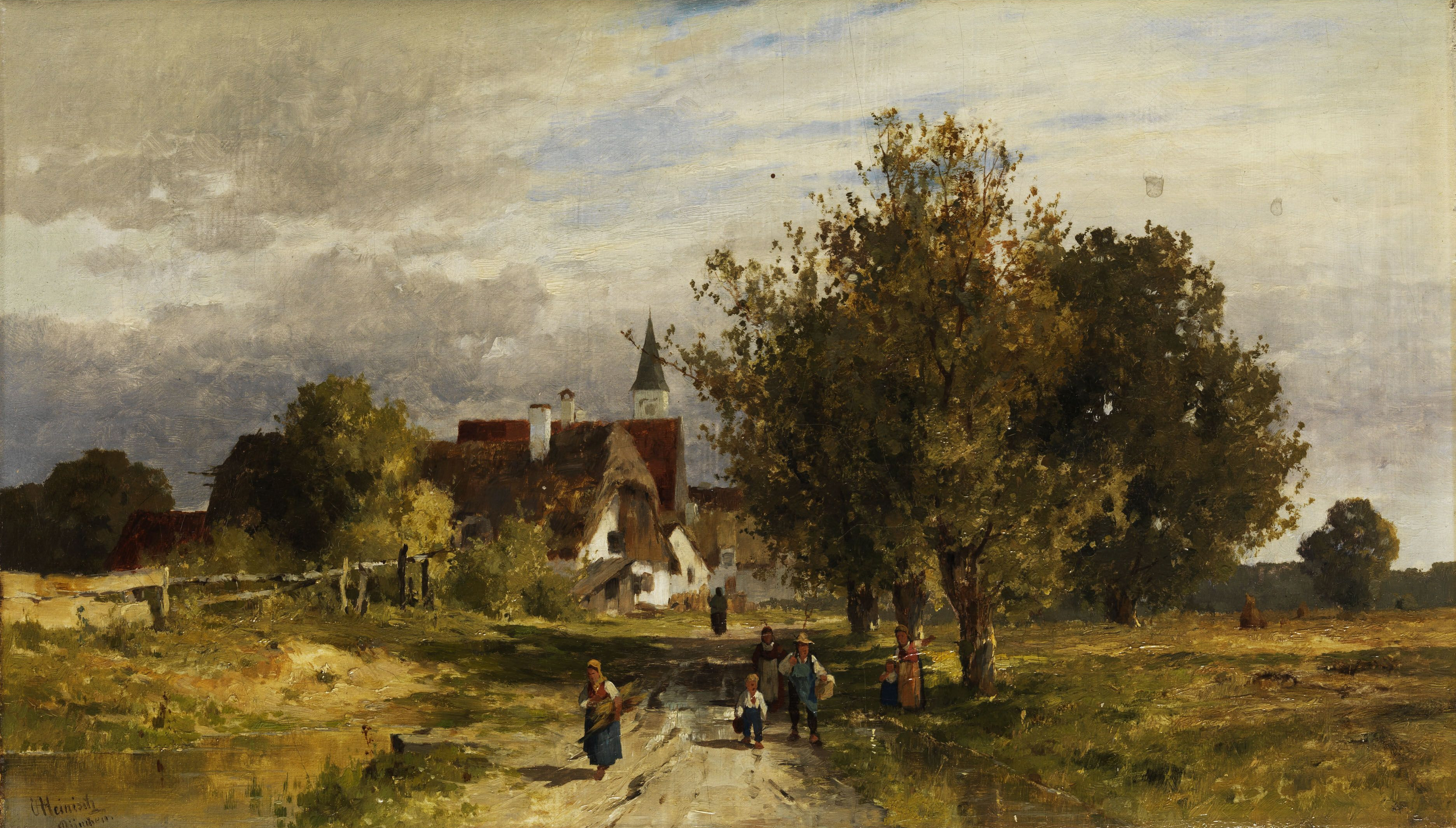
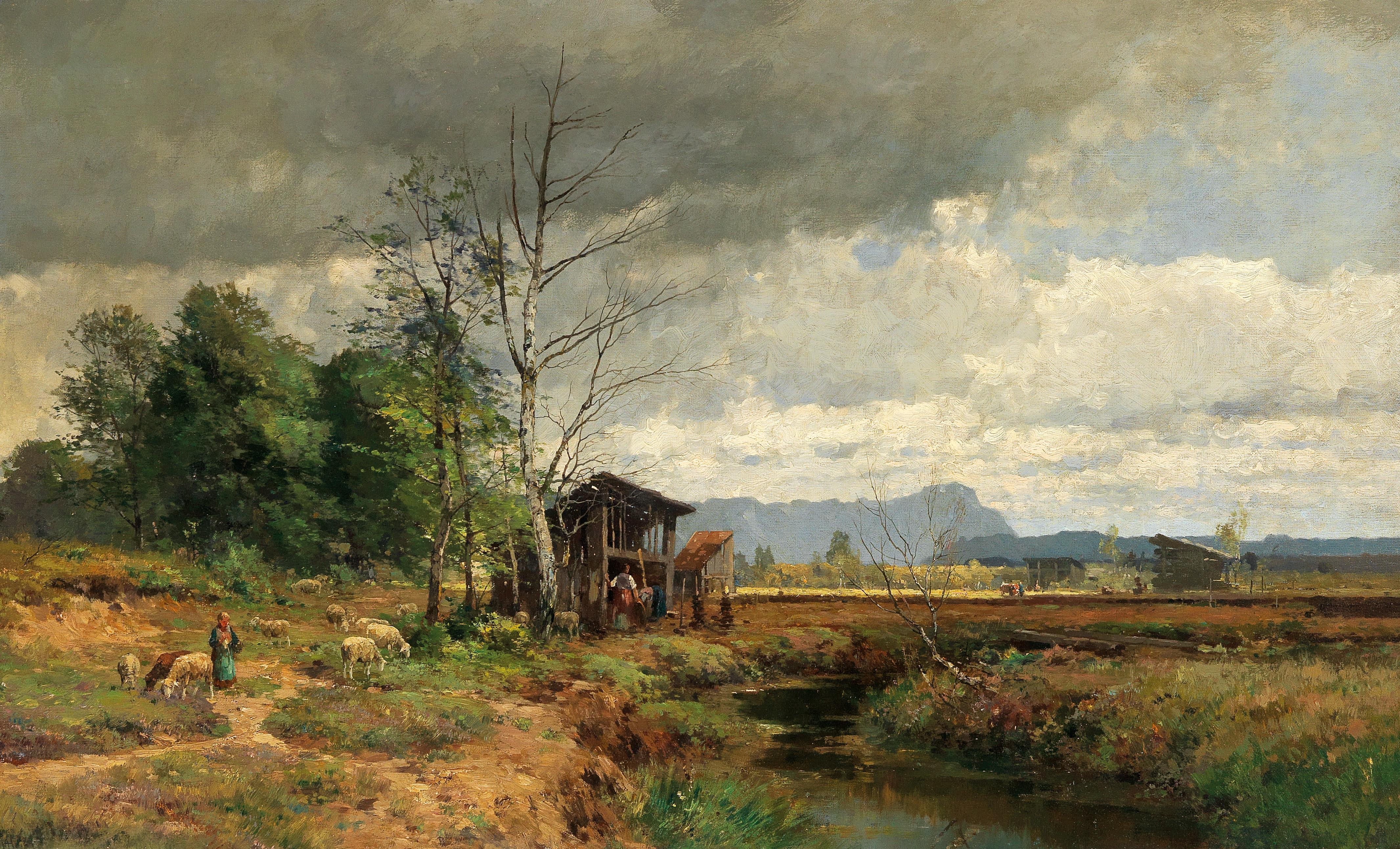
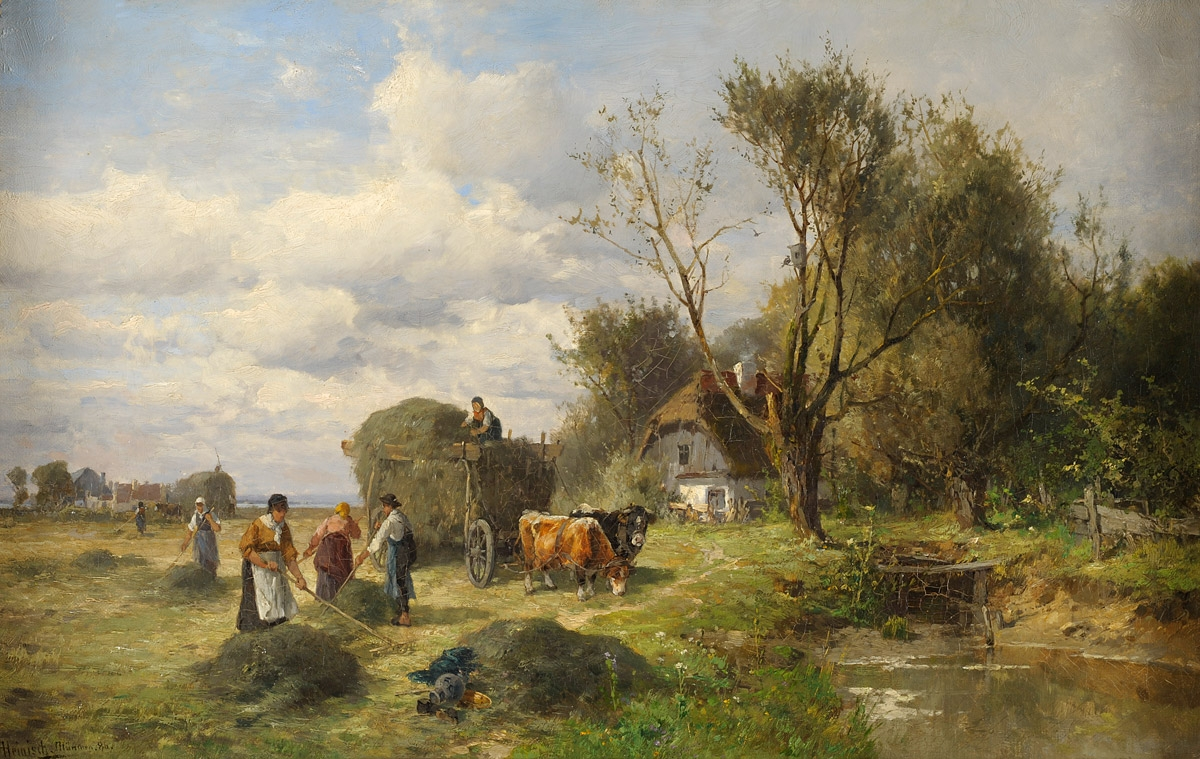
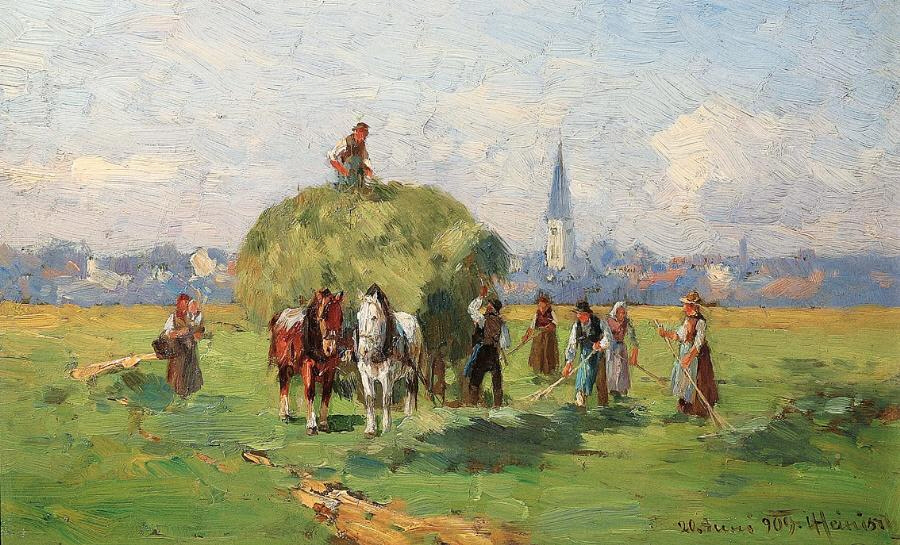
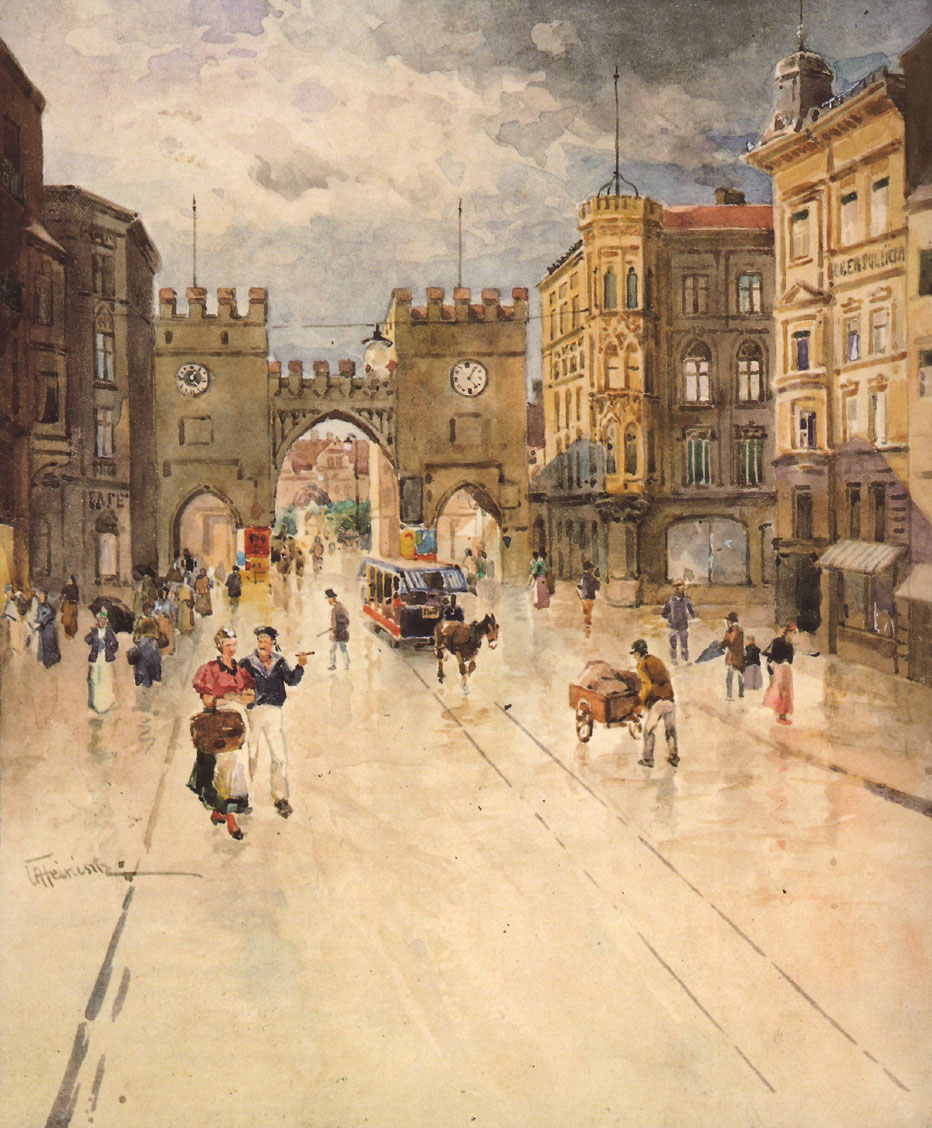
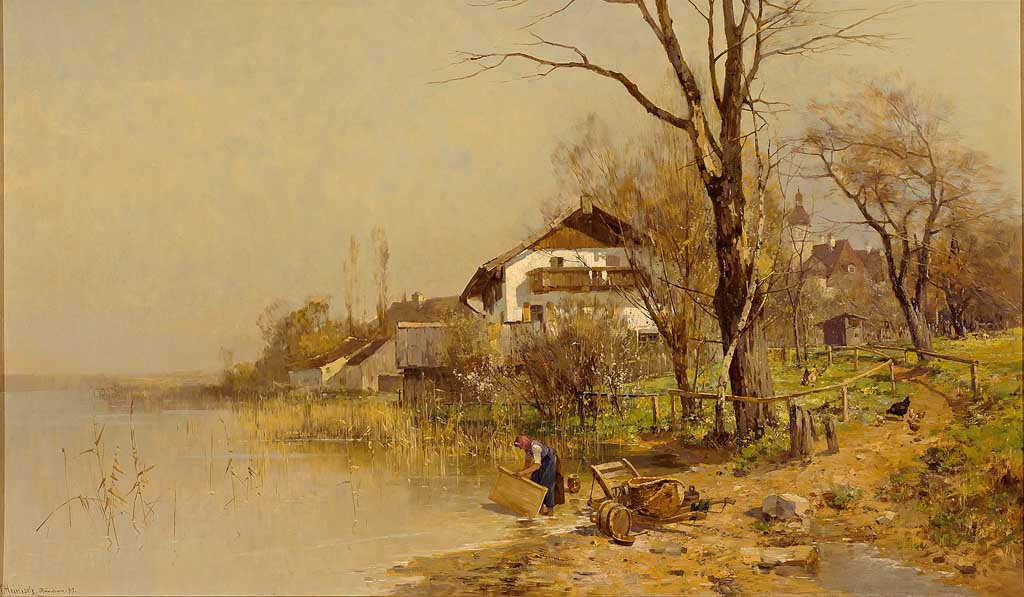